# Krzysztof Grabia
Krzysztof Grabia herbu Grabie (zm. po 16 grudnia 1594 roku) – chorąży większy sieradzki w latach 1563-1594.
Poseł na sejm parczewski 1564 roku z województwa sieradzkiego.